# Guta-percha

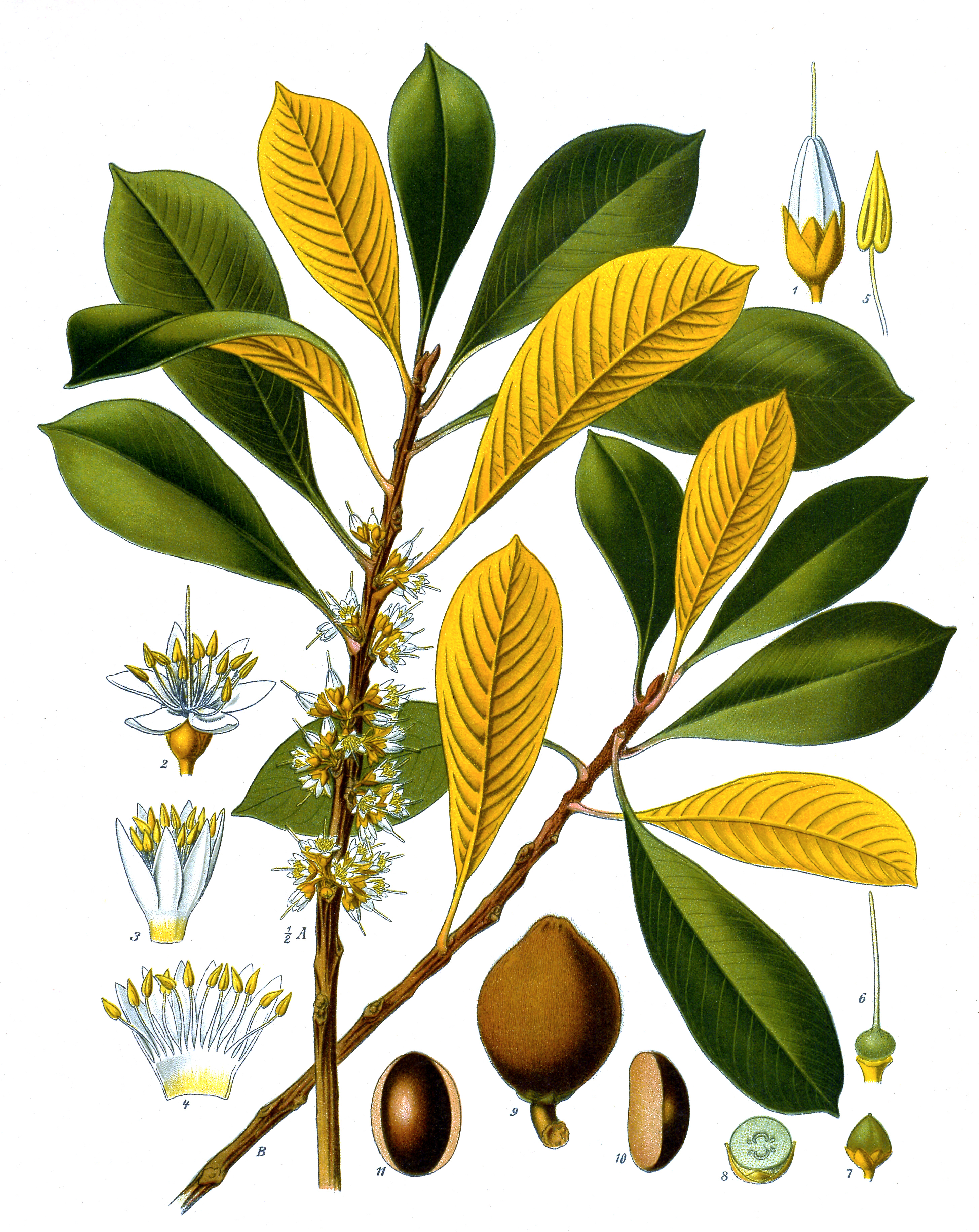
Palaquium guta

Guta-percha é um gênero de árvores Palaquium, da família Sapotaceae, e é também o nome dado ao produto natural de látex produzido a partir da seiva extraída dessas árvores, particularmente a partir de Palaquium guta.
A palavra guta-percha vem do nome em malaio para a árvore (e sua seiva), getah perca, que se traduz como "percha de látex" (do francês perche, com o significado de "bastão ou vara", pois endurece-se rápido).

## Descrição

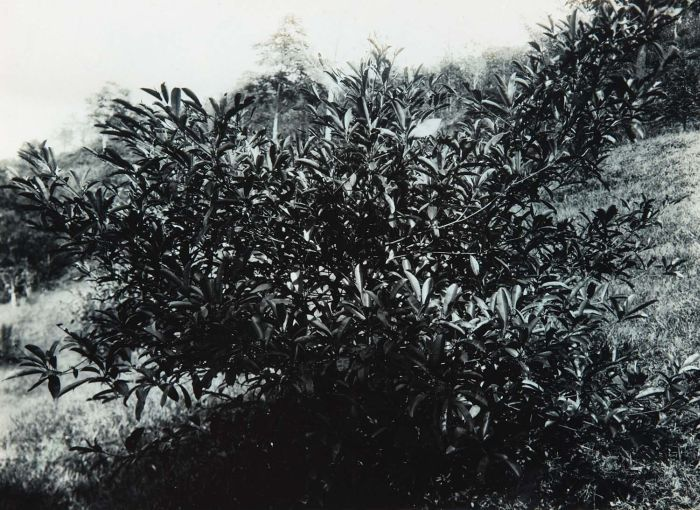
Árvore de guta-percha

As árvores de Palaquium guta atingem de 5 a 30 m de altura, com até 1 m de diâmetro de tronco. As folhas são verdes, alternas ou em forma de espiral organizada, simples, inteiras, 8 a 25 cm de comprimento, com predominância da cor verde brilhante na parte de cima, e, muitas vezes, amarela ou glauco mais abaixo. As flores são produzidas em pequenos grupos ao longo das hastes, cada flor com um branco corola com quatro a sete (comumente seis) pétalas agudas. O fruto é ovóide, de 3 a 7 cm, contendo de uma a quatro sementes; em muitas espécies, o fruto é comestível.
Na Austrália, guta-percha é nome comum usado em especial para a árvore euphorbiaceous, Excoecaria parvifolia, que produz madeira aromática e pesada,de cor marrom escuro.

## Química

Estrutura química da guta-percha

Quimicamente, guta-percha é um politerpeno, polímero de isopreno, ou poliisopreno, especificamente (trans-1,4-poliisopreno). A forma estrutural cis do poliisopreno é o elastômero comum de látex. Enquanto as borrachas de látex usualmente são amorfas na estrutura molecular, guta-percha (na forma estrutural trans) cristaliza, produzindo um material mais rígido.

## Usos históricos

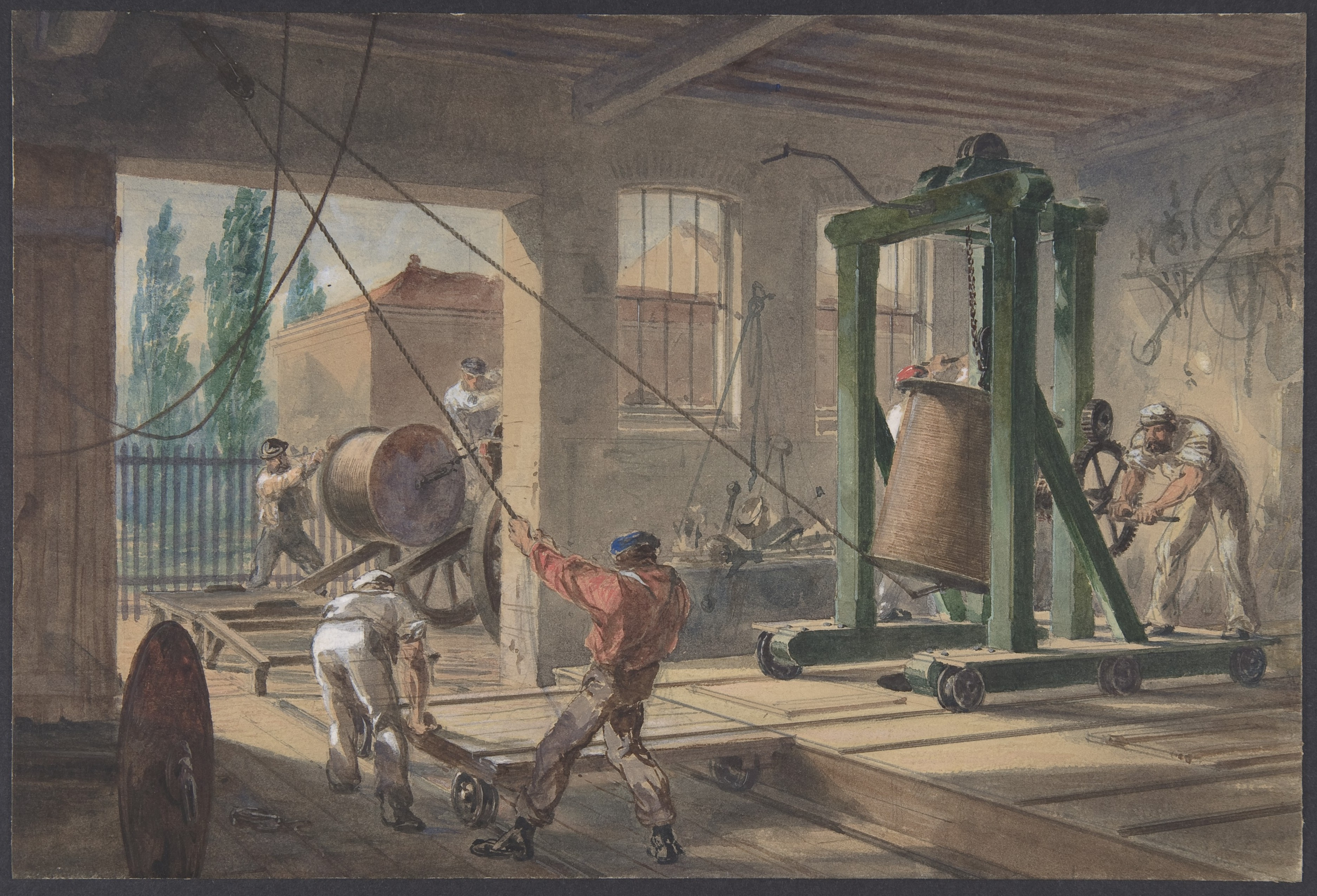
Fabricação de cabos com guta-percha no Telégrafo de Construção e Manutenção da Empresa, em Greenwich, Londres, ca. 1865

Cientificamente classificada em 1843, foi inicialmente utilizada como termoplástico. Em 1851, 1.500.000 kg (30.000 long cwt) de guta-percha foram importadas para a Grã-Bretanha.
Durante a segunda metade do século XIX a guta-percha foi usada numa enorme variedade de fins domésticos e industriais, tornando-se artigo de uso familiar. Em particular, foi necessária como agente isolante para cabos telegráficos submarinos, fato que, de acordo com o autor João Tully, levou à insustentabilidade da colheita e ao colapso de abastecimento.
De acordo com Harvey Wickes Felter e João Uri Lloyd's Endodontology: "Muito antes de guta-percha ter sido introduzida no mundo ocidental, ela foi usada em menor escala pelos nativos do arquipélago malaio para fazer cabos de faca, bengalas e outros itens. O primeiro europeu a descobrir esse material foi John Tradescant, que a coletou no Extremo Oriente, em 1656. Ele batizou esse material como "madeira mazer". Dr. William Montgomerie, um oficial médico em serviço indiano, introduziu a guta-percha ao seu uso prático no Ocidente. Ele foi o primeiro a apreciar o potencial deste material em medicina, tendo sido premiado com a medalha de ouro da Royal Society of Arts, de Londres, no ano de 1843.

### Eletricidade
O látex de guta-percha é biologicamente inerte, resistente, e é um bom isolante elétrico, com alta rigidez dielétrica. A madeira de muitas espécies também é valiosa.
Inventores da Western descobriram as propriedades do látex de guta-percha em 1842, embora o povo de seu habitat malaio já a tivesse usado em muitas aplicações por séculos. Permitindo que a seiva evaporasse e coagulasse, ao sol, produziu um látex que poderia tornado flexível novamente com água quente, mas que não se fragilizou, ao contrário da borracha antes da descoberta da vulcanização.
Em 1845, fios do telégrafo isolados com guta-percha foram sendo fabricados no Reino Unido. Ela serviu como material isolante para os primeiros cabos submarinos de telégrafo, incluindo o primeiro cabo transatlântico de telégrafo. Guta-percha foi especialmente adequada para isso, por não ser atacada por animais e plantas marinhos, fato que tinha desativado cabos submarinos anteriores. O material foi um dos principais constituintes da Chatterton o composto usado como um isolante e vedante para telégrafo e outros cabos eléctricos. Desde 1930, polietileno tem suplantado guta-percha como um isolante elétrico.

### Outros usos
Em meados do século XIX a guta-percha foi também usada para fazer móveis, nomeadamente por "Gutta-Percha Company" (fundada em 1847). Vários de seus artefatos foram apresentados na "Grande Exposição de 1851", no Hyde Park, em Londres. Quando quente, pode ser moldada em móveis, decoração e utensílios. Também foi usada para fazer moldes de joia, porque ele era de cor escura e podia ser facilmente moldada em grânulos ou outras formas. Cabos e apertos de pistola almofadas de ombro para espingarda também foram feitos com guta-percha, pois era dura e durável, embora tenha caído em desuso, nessas aplicações, quando plásticos como baquelita tornaram-se disponíveis. Ainda se encontraram usos para guta-percha em bengalas e bastões de caminhada.
O material foi adotado para outras aplicações. A bola de golfe "guttie" (que tinha um núcleo principal sólido de guta-percha) revolucionou o jogo. Guta-percha, continuava a ser um importante material industrial no século XX, quando foi gradualmente substituída com materiais (geralmente sintéticos) superiores, inclusive um material semelhante e mais barato chamado balata, a substituir guta-percha. Os dois materiais são quase idênticos, e balata é muitas vezes chamado de guta-balata.
Em 1856, nos Estados Unidos, um representante da Câmara dos Representantes, Preston Brooks, usou uma bengala feita de guta-percha como uma arma em seu ataque sobre senador Charles Sumner.

## Usos atuais

### Odontologia
A mesma inércia bioquímica que a tornou adequada ao uso em cabos marinhos também mostrou ser útil dentro do corpo humano. Ela é usado em uma variedade de dispositivos cirúrgicos e durante terapia de raiz de canal. É o material predominante utilizado para obturar ou preencher o espaço vazio dentro da raiz de um dente depois de ter passado por uma terapia endodôntica. Suas propriedades físicas e químicas, incluindo a, mas não limitado a, sua inércia em biocompatibilidade, ponto de fusão, ductilidade e maleabilidade, é importante em endodontia, por exemplo, como os pontos de guta-percha. Guta-percha permite mais vazamento bacteriano com cânula de cirurgia comparado com Resilon

## Blocos "Tjipetir"
Misterioso blocos, com tamanho de pranchas, tendo o nome de "Tjipetir" (plantação nas Índias orientais holandesas - agora Indonésia - ativa no final do século XIX e início do século XX), chegaram às praias do norte da Europa por algum tempo entre 2013 e 2014 Acredita-se serem blocos de guta-percha de forro do navio japonês Miyazaki Maru, que afundou-se a cerca de 240 km a oeste das Ilhas Scilly durante a primeira guerra mundial.